# 杰克·肯普
傑克·肯普（1935年7月13日—2009年5月2日），是美国政治家，也是美式足球和加拿大足球的职业球员。他是来自纽约的共和党成员，1989年至1993年在乔治·布什总统的政府中担任住房部长，此前曾于1971年至1989年在美国众议院担任过九届议员。在1996年的选举中，他是共和党的副总统候选人，作为总统候选人鲍勃·多尔的竞选搭档。坎普曾在1988年共和党初选中角逐总统提名。
在进入政界之前，坎普曾是一名职业四分卫，长达13年。他曾在国家橄榄球联盟（NFL）和加拿大橄榄球联盟（CFL）短暂效力，但在美国橄榄球联盟（AFL）成为明星。他曾担任圣迭戈闪电和布法罗比尔队的队长，并在1965年带领比尔队连续两次夺得冠军后，获得了美式橄榄球联盟最有价值球员奖。他在美式橄榄球联盟成立的全部10年里，7次参加全明星赛，5次参加冠军赛，并创造了联盟生涯的多项传球纪录。坎普还与人共同创立了AFL球员协会，并为其担任了五届主席。在足球生涯的早期，他曾在美国陆军预备役服役。
作为一个经济保守派，坎普在政治生涯中主张低税收和供给侧政策。他的立场跨越了政治光谱，从他反对堕胎的保守主义到主张移民改革的自由主义立场。作为芝加哥学派和供给侧经济学的倡导者，他对里根议程的影响是显著的，也是1981年经济复苏税法的设计师，也就是所谓的坎普-罗斯减税。
担任政治职务后，坎普仍积极从事政治宣传和评论工作；他曾在企业和非营利组织的董事会任职。他还撰写、合著和编辑了几本书。他推广美式足球，并为退役的职业足球运动员代言。坎普于2009年被美国总统奥巴马追授总统自由勋章。

## 從政經歷
肯普與妻子育有兩子兩女，他的兒子都是美國足球員。1971年－1989年曾任紐約州眾議員、1989年－1993年任美國住房及城市發展部部長。

## 競選副總統
1996年，曾任參議員及參議院多數黨領袖的鮑勃·多爾參加美國總統大選，他成為共和黨的副總統候選人，但最後敗給連任的總統比爾·柯林頓和副總統艾爾·高爾。

## 頒發總統自由勳章
2009年，他獲總統歐巴馬頒發總統自由勳章，惟不久被診斷患上癌症。
他於2009年5月2日逝世，享年73歲。